# ヘンリー・ウィルソン
ヘンリー・ウィルソン（Henry Wilson, 1812年2月16日 - 1875年11月22日）は、アメリカ合衆国の政治家。マサチューセッツ州選出上院議員、および第18代アメリカ合衆国副大統領。
ウィルソンはニューハンプシャー州ファーミントンでジェレマイア・ジョーンズ・コルバス (Jeremiah Jones Colbath) として生まれた。1833年にヘンリー・ウィルソンへ改名した。同じ年にマサチューセッツ州ネイティックへ移り住み、靴屋として働いた。ウィルソンはいくつかの地方の学校に入学し、ネイティックで教育を受け、後に同地で靴の製造業に従事した。1841年から1852年まで州議会議員を務め、1848年から1851年まで『ボストン・リパブリカン』紙のオーナーおよび編集者であった。
ウィルソンは1852年の下院議員選挙に落選した。1853年に州憲法制定会議の代表となり、同年のマサチューセッツ州知事選挙に出馬したが落選した。1855年に上院議員エドワード・エヴァレットの辞職によって生じた補欠選挙で、自由土地党、アメリカン党、民主党連合の候補として当選し、1859年、1865年および1871年に共和党員として再選された。上院議員職を1855年1月31日から1873年3月3日まで務め、副大統領になるため上院議員を辞職した。ウィルソンは軍事委員会および民兵委員会の議長であった。1861年にマサチューセッツ義勇兵第22連隊を組織し指揮した。
ウィルソンはユリシーズ・S・グラント大統領とともに共和党の副大統領候補に選ばれ、1873年3月4日からワシントンD.C.の連邦議会議事堂で死去するまで同職を務めた。ネイティックのオールド・デル・パーク墓地に埋葬された。 